# Schlag (Gemeinde Litschau)
Schlag ist eine Ortschaft und eine Katastralgemeinde der Gemeinde Litschau im Bezirk Gmünd in Niederösterreich mit 74 Einwohnern (Stand 1. Jänner 2025).

## Geografie
Die Rotte befindet sich westlich von Litschau in einer Rodungsinsel. Zur Ortschaft zählt auch die kleine Rotte Kashof im Norden. Am 1. April 2020 umfasste die Ortschaft 56 Adressen.

## Geschichte
Schlag erlangte erst im späten 18. Jahrhundert seine Form als Ansiedlung der Herrschaft Litschau. Ein Einwohner waren gut bestiftete Waldbauern, deren Ackerland dennoch nur mittelmäßig war und deren Bearbeitung viel Fleiß und Anstrengung erforderte; den größten Teil ihres Einkommens erzielten sie mit der Erzeugung von Werk- und Bindholz sowie der Herstellung von Wagenschmiere. Im Jahr 1822 wurde der Ort als Amt mit 27 Häusern genannt, das nach Litschau eingepfarrt war, wohin auch die Kinder eingeschult wurden. Die Herrschaft Litschau besaß die Ortsobrigkeit, übte die Landgerichtsbarkeit aus, besorgte die Konskription und hatte die Grundherrschaft inne.
Laut Adressbuch von Österreich waren im Jahr 1938 in der Ortsgemeinde Schlag zwei Gastwirte, ein Gemischtwarenhändler und einige Landwirte ansässig.

## Siedlungsentwicklung
1590/91 zählte Schlag 14 untertänige Häuser; 1751 gab es 21 untertänige Häuser.
Zum Jahreswechsel 1979/1980 befanden sich in der Katastralgemeinde Schlag insgesamt 60 Bauflächen mit 27.970 m² und 32 Gärten auf 22.948 m², 1989/1990 waren es 61 Bauflächen. 1999/2000 war die Zahl der Bauflächen auf 186 angewachsen und 2009/2010 waren es 103 Gebäude auf 180 Bauflächen.

## Landwirtschaft
Die Katastralgemeinde ist landwirtschaftlich geprägt. 220 Hektar wurden zum Jahreswechsel 1979/1980 landwirtschaftlich genutzt und 860 Hektar waren forstwirtschaftlich geführte Waldflächen. 1999/2000 wurde auf 194 Hektar Landwirtschaft betrieben und 884 Hektar waren als forstwirtschaftlich genutzte Flächen ausgewiesen. Ende 2018 waren 177 Hektar als landwirtschaftliche Flächen genutzt und Forstwirtschaft wurde auf 886 Hektar betrieben. Die durchschnittliche Bodenklimazahl von Schlag beträgt 15,3 (Stand 2010).